# Luuk van Leeuwen
Luuk Bastiaan van Leeuwen (Utrecht, 28 april 1999) is een Nederlands acteur, tiktokker en schrijver. Hij werd bekend door zijn rol als 'Mees Maes' in Goede tijden, slechte tijden. Op TikTok is hij bekend onder de naam AkaLuuk, waar hij sinds 2020 een bereik van meer dan 345.000 volgers heeft opgebouwd. In 2023 is hij genomineerd voor Beste Ster Online, bij de Zapp Awards.

## Biografie
Van Leeuwen maakte in 2015 zijn televisiedebuut in Hip voor Nop: Hij presenteerde voor twee seizoenen de sketch "Beautyteam Boys Know It Best Wel" (later: "Hip voor Nop: By Boys"). Al snel kreeg hij de rol van Mees Maes in Goede tijden, slechte tijden. Hij is verder te zien in gastrollen in series als Het Klokhuis (2017) en SpangaS (2017). In 2018 won hij met zijn film "Ikigai" de landelijke finale op het Kunstbende Festival. In 2019 kreeg hij zijn eerste hoofdrol in Verborgen Verhalen waarna hij op tiktok is begonnen onder de naam AkaLuuk. Daar heeft hij sinds 2020 een bereik van meer dan 345.000 volgers opgebouwd, wat resulteerde in een nominatie voor "Beste Nieuwkomer" bij de social awards in 2022, en een nominatie voor Beste Ster Online bij de Zapp Awards in 2023. In maart 2024 mocht Van Leeuwen mee met de skitrip naar Kitzbühel van New York Pizza, net als 50 andere influencers.

## Filmografie
| Film      | Film                         | Film                 | Film                                                                       |
| Jaar      | Productie                    | Rol                  | Opmerkingen                                                                |
| --------- | ---------------------------- | -------------------- | -------------------------------------------------------------------------- |
| 2018      | Bankier van het verzet       | verzetsstrijder      |                                                                            |
| 2019      | The Victorians               | New boy              |                                                                            |
| 2020      | Groeten van Gerri            | Luuk                 | Geregisseerd door Frank Lammers                                            |
| 2024      | OUT                          | Marco                | Geregisseerd door Dennis Alink                                             |
| 2025      | Red Flags                    | Nik                  |                                                                            |
| 2025      | Smurfen                      | Hippe Smurf          | Stemrol in Nederlandse nasynchronisatie                                    |
| Televisie |                              |                      |                                                                            |
| Jaar      | Productie                    | Rol                  | Opmerkingen                                                                |
| 2015-2016 | Hip voor Nop                 | zichzelf             | Presentator sketch "Hip voor Nop: By Boys" voor twee seizoenen             |
| 2017      | Het Klokhuis                 | verschillende rollen |                                                                            |
| 2017      | SpangaS                      | Nico                 |                                                                            |
| 2018      | Goede tijden, slechte tijden | Mees Maes            |                                                                            |
| 2019      | Verborgen Verhalen           | Luuk                 | Hoofdrol 'Luuk' in de gelijknamige aflevering van Verborgen Verhalen       |
| 2020      | De twaalf van Schouwendam    | Emile                |                                                                            |
| 2020      | PostNL: 'Krokodilkip'        | Daan                 | Verkozen tot sterke campagne door Ster (omroep)                            |
| Anders    |                              |                      |                                                                            |
| Jaar      | Productie                    | Rol                  | Opmerkingen                                                                |
| 2017      | Canon van Nederland          | Schipperjongen       | Een permanente tentoonstelling van het Nederlands Openluchtmuseum          |
| 2022      | Outer Space                  | Noah                 | De eerste sci-fi tiktok serie van Nederland, geschreven door Anjali Taneja |